# Волынка (Черниговская область)
Волы́нка (укр. Волинка) — село в Сосницком районе Черниговской области Украины.
Население 824 человека. Занимает площадь 3,7 км². Код КОАТУУ: 7424982001. Почтовый индекс: 16131. Телефонный код: +380 4655. Протекает река Майдан.

## История
Впервые упоминается в 1523 году. В 1654 — 1782 годах — сотенный городок (местечко) Черниговского полка.
В XIX веке село Волынка было волостным центром Волынской волости Сосницкого уезда Черниговской губернии.
В 1876 году построена деревянная Михайловская  церковь, в 1881 году — новая деревянная Николаевская церковь (старая как минимум с 1780 года).
В 1866 году — 530 дворов, 3 020 жителей; в 1897 году — 518 дворов, 2 769 жителей.
258 жителей Волынки погибли на фронтах Великой Отечественной войны. В 1953 году в их честь сооружён памятник.

## Власть
Орган местного самоуправления — Волынковский сельский совет. Почтовый адрес: 16131, Черниговская область, Сосницкий район, село Волынка, улица О. Разумеенко, дом № 20. Телефонный №: +380 (4655) 2-73-31.

## Известные уроженцы
- Дьяконов, Владимир Григорьевич (1897—1969) — советский военный деятель, генерал-майор артиллерии (1940), действительный член Академии артиллерийских наук (1946), доктор военных наук (1943), профессор (1943).